# (15873) 1996 TH7
1996 تي إتش 7 (ويعرف أيضًا باسم (15873) 1996 تي إتش 7 وفق تسمية الكوكب الصغير) (بالإنجليزية: 1996 TH7)‏ هو كويكب ضمن حزام الكويكبات؛ وترتيبه 15873 من حيث الاكتشاف.
اكتُشف هذا الجُرم الفلكي بواسطة Yoshisada Shimizu ‏ في 5 أكتوبر 1996.

## وصلات خارجية
- (15873) 1996 TH7 في قاعدة بيانات مختبر الدفع النفاث لأجرام النظام الشمسي الصغيرة

- الاكتشاف · مخطط المدار ·  العناصر المدارية · المعلمات المادية

- (15873) 1996 TH7 على موقع ويكي سكاي: DSS2, SDSS, GALEX, IRAS, Hydrogen α, X-Ray, Astrophoto, Sky Map, Articles and images